# Abdelmalek ben Ismaïl
Moulay Abdelmalek ben Ismaïl (1696 - 2 mars 1729) est sultan du Maroc de la dynastie alaouite. Fils du sultan Moulay Ismaïl, il règne très brièvement de mars 1728 à juillet 1728.
À la suite d'une guerre de succession face à son demi-frère Moulay Ahmed, Moulay Abdelmalek évince son frère de la capitale de l'époque Meknès et s'y installe avant d'en être délogé par Moulay Ahmed lui-même quatre mois plus tard à la suite de la bataille de Meknès de 1728. Ayant réussi à s'enfuir à Fès, il se fait capturer après le siège de Fès en 1728 par les Jaich Al Boukhari commandés par Moulay Ahmed, puis est exécuté à Meknès.
Lui succède ainsi sur le trône de l'Empire chérifien son prédécesseur et bourreau Moulay Ahmad al-Dahabi.